# Dynamische Lagerhaltung
Dynamische Lagerhaltung ist eine Methode der Lagerhaltung und bietet eine Alternative zum Festplatzsystem.
Nach Gabler handelt es sich um ein Prinzip der Einlagerung, bei dem ein einzulagerndes Teil keinen festen Lagerplatz aufweist, sondern auf beliebige, gerade nicht belegte Stellen, eingelagert wird.
Das Festplatzsystem und die Chaotische Lagerung können – je nach Artikel oder Warengruppen auch gemischt und kombiniert eingesetzt werden.

## Etymologie
Die Lagerhaltung ist auch unter anderen Bezeichnungen bekannt: Chaotische Lagerhaltung, Chaotische Einlagerung, Flexible Einlagerung; aber auch Freiplatzsystem.
Ein anderes Begriffspaar zur Unterscheidung beider Lagerplatzprinzipien ist die Unterscheidung zwischen Freier Lagerplatzzuordnung (Chaotische Lagerung) und Fester Lagerplatzzuordnung (Geordneter Lagerplatz).
In Abgrenzung zum Magazinprinzip des Festplatzsystems wird das Chaotische System auch Lokalisierungsprinzip genannt.

## Eigenschaften

### Vorteile
Als grundlegende Vorteile gegenüber dem Festplatzsystem gelten:
- Bessere Nutzung der Lagerfläche:
Da die noch unbelegten Plätze für alle einzulagernden Güter zur Verfügung stehen, führt das – im Gegensatz zum Festplatzsystem – zu einer besseren Ausnutzung der Kapazität des Lagers und optimiert damit die Nutzung der Lagerfläche. Beim Festplatzsystem bleiben – wenn Artikel ausverkauft sind – freie Plätze für andere Artikel gesperrt; die Platzersparnis durch das Freiplatzsystem gilt als nennenswert.[3]
- Problemlose Einlagerung neuer Teile und Durchführung von Sortimentswechseln:
in einem Festplatzsystem müssen z. B. bei nicht vorgeplanten Einlagerungen, durch Umräumen erst neue feste Lagerplätzen mit freien Stellen geschaffen oder alte Lagerstellen aufgelöst werden, um das System zu erhalten und diese Teile aufnehmen zu können.[6]
- Mitarbeiter brauchen keine Lagerkenntnis über feste Lagerplätze, da die computergestützten Einlagerungsbelege diese vorgeben. Dadurch verkürzt sich die Einweisungsphase für neues Personal. Allerdings sehen hier auch einige den Vorteil beim Festplatzsystem; demnach seien die dort eingesetzten Mitarbeiter in kurzer Zeit mit den Lagerplätzen vertraut.[7]
- Kompensation von Gassenstörungen:
Ist die Auslagerung – etwa durch den Ausfall eines Regalförderers – in einer Gasse eines Hochregals nicht mehr möglich, dann ist die Wahrscheinlichkeit groß, immer noch alle Artikel – wenn auch in verringerter Menge – verfügbar zu haben. Im Festplatzsystem kann es dagegen schnell zum kompletten Ausfall bei der Kommissionierung eines Artikels kommen, wenn die gestörte Gasse sein einziger fester Lagerplatz ist.
- Die Warenrotation und deren Veränderung kann bei der Platzbelegung berücksichtigt werden (siehe auch Kapitel: Mischkonzepte)., dadurch werden die Fahrwege – und damit die Ein- und Auslagerungszeit – optimiert, da schnelldrehende Artikel auf freie Plätze nahe den Lagerausgängen gelagert werden können.

### Nachteile
Als grundlegende Nachteile dieses Systems gelten:
- Zwingender Einsatz einer EDV-Anlage zur Lagerplatzverwaltung. (Darüber hinaus gilt eine vollautomatische Lagerführung mittlerweile als Merkmal der Chaotischen Lagerhaltung.[8])
- Möglichkeit des vollständigen Lagerausfalls bei EDV-Problemen, da eine manuelle Aus- und Einlagerung in der Regel kaum noch möglich ist.[8]
Bei Verlust der aktuellen Bestandsdaten können diese nur mit hohem Aufwand durch völlige Neuindizierung aller Lagerplätze neu ermittelt werden, also beispielsweise durch eine völlige sukzessive Leerung des Lagers und erneute Einlagerung aller Lagergüter.
- Unentdeckung falscher Einlagerung:
anhand des Lagerplatzes ist durch das Lagerpersonal nicht mehr augenscheinlich zu erkennen, dass gerade eine irrtümliche Einlagerung vorgenommen wird, bzw. ob ein eingelagertes Teil sich an einem mit der Lagerliste übereinstimmenden Platz befindet, da umliegende Lagerplatzbelegungen kaum noch einen Rückschluss auf eine korrekte Einlagerung geben. Derartige Fehleinlagerungen sind – ohne Einsatz weiterer Technik – auch durch das EDV-System nicht feststellbar.
- Kurze Gültigkeit der Lagerliste:
Auf Grund der wechselnden Belegung der Plätze veraltet eine Lagerliste schneller als im Festplatzsystem. Die Verwendung ausgedruckter Lagerspiegel als Arbeitsgrundlage ist deshalb kaum noch möglich.
- Nicht für jede Lageranforderung ist diese Lagerform geeignet.
Für einzulagernde Gefahrstoffe werden die Freiheiten der chaotischen Lagerorganisation – insbesondere durch die Pflichten für Zusammenlagerungsverbote und Mindestabstände – beschränkt. Artikel werden dann u. a. auf Grund ihre Eigenschaften bei Bedarf in entsprechenden Speziallagern eingelagert. Als Methode zur Organisation von Theater-, Museums- oder Bibliotheksmagazinen ist die Chaotische Lagerung bislang wegen der Verschiedenheit der Formate nur bedingt anwendbar.

## Praxis

### Lokalisierung
Um bei der beliebigen statt festen Zuordnung von Lagerplätzen die Übersicht nicht zu verlieren, hat es sich „zwingend“ bewährt, ein Lagerverwaltungssystem zu verwenden, welches eine Belegungsliste führt.
Die Aufzeichnung der Lagerplätze erfolgt grundsätzlich nur noch automatisch mit einem computergestützten Lagerverwaltungssystem, das auch für die Zuweisung eines Lagerplatzes verantwortlich ist. Eine manuelle Organisation ist nur in kleinen Lagern mit wenigen Teilen möglich. In der Praxis kann diese Art von Lagerhaltung (ohne Registrierung) nur bei der Lagerung von gleichen Artikeln unbegrenzter Lagerdauer eingesetzt werden.
Im Lager ist ein Koordinatensystem der Lagerplätze zu definieren und anzuwenden:
Um die Übersichtlichkeit des Lagers zu erhalten, werden nummerisch mögliche Lagerplätze unter Umständen latent gemacht, daher sind sie dann nicht mehr als Lagerplatz verfügbar. Dadurch wird die Symmetrie des Ordnungssystems homogener Lagerzonen erhalten und die Kommissionierung erleichtert, da insbesondere definierte Regalabschnitte in jeder Zeile auf gleicher Höhe der Regalabschnitte der Nachbarregale beginnen. Auf diese Weise können dann z. B. auch Kragarmregale neben Palettenregalen in einer Lagerzone eingesetzt werden und die Matrix bleibt erhalten. (Die Latenz von Lagerplätzen kann insbesondere auch eingesetzt werden, um Sperrigkeiten in den Aussenmaßen der Artikel zu kompensieren, was im gewissen Umfang nur beim Einsatz nichtautomatisierter Lagertechnik bei geringer Warenrotation durch umrüstbare Regale und Schränke durch Wegnahme und Verlagerung von Seitenwänden und Böden möglich ist.)
Für die Lagergüter ist ein System der Kennzeichnung zu definieren, anzuwenden und diese möglichst (mindestens (halb-)automatisch) lesbar zu kennzeichnen.

### Optimierung
Um diese Lagerhaltung optimal zu betreiben ist es notwendig, standardisierte Lagerplätze vorzuhalten, um u. a. bei Verwendung von Regalen eine ausreichende Belastbarkeit aller Regalböden für alle Packstücke zu gewährleisten.
Gleiche Außenabmessungen der Artikel und überall zulässige Stückgewichte in homogenen Lagerzonen erleichtern außerdem die Automatisierung dieser Lagerform, weshalb sie vor allem in zentralen Auslieferungslagern mit hoher Umschlagshäufigkeit zum Einsatz kommt und dort ihre Vorteile ausspielt. Sie gilt bei der Hochregallagerung als typisch.

### Identifizierung
Um Medienbrüche zu vermeiden, ist eine automatische Identifikation des Artikels am Identifikationspunkt (i-Punkt) gebräuchlich, welche heute durch an den Paletten angebrachte RFID-Transponder und/oder angebrachte Strichcodes ermöglicht wird. Die kontrollierende Erfassung der entsprechenden Informationen der Identität des Lagerguts und des tatsächlichen Lagerplatzes kann beispielsweise auch durch das Regalbediengerät oder das Flurförderzeug automatisch erledigt werden. Daneben ist auch der Einsatz von PDA oder WLAN-gestützten Scannern (Barcodelesegerät, RFID etc.), im Rahmen einer mobilen Datenerfassung eine oft genutzte Lösung.

### Mischkonzepte
Durch Mischkonzepte oder Berücksichtigung weiterer Kriterien kann trotz dynamischer Lagerhaltung eine weitere Optimierung der Zuweisungen der Lagerplätze vorgenommen werden. Dabei wird ein Teil der Bestände auf freie Plätze chaotisch gelagert und es werden beispielsweise weitere Parameter zur Optimierung der Fahrwege für das Ein- und Auslagern  berücksichtigt.
Idealerweise sollte die Platzwahl nach materialgerechten Fachgrößen und kürzester Entfernung vom Lagereingang erfolgen. Insbesondere wird eine Verkürzung des mittleren Fahrweges durch Anwendung einer ABC-Klassifizierung möglich:
Oft benötigte Artikel (A-Artikel) werden dort eingelagert, wo man sie schnell erreichen kann; selten gebrauchte Artikel (C-Artikel) werden im hinteren Teil des Lagers eingelagert; schwere Artikel eher unten, leichte Artikel eher oben.